# Хусейн Арнус
Хусейн Арнус (араб. حسين عرنوس; нар. 1953) — сирійський політик, міністр водних ресурсів з 26 листопада 2018 по 30 серпня 2020 року. Прем'єр-міністр Сирії з 11 червня 2020 по 14 вересня 2024 року.

## Біографія
Арноус народився у містечку Аль-Тах в районі Мааррет-ен-Нууман, Ідліб.
В 1978 році закінчив Університет Алеппо за фахом цивільне будівництво. У 1989—1994 роках він був головою Спілки інженерів в Ідлібі. У 1992—2002 роках був директором компанії «Генеральна дорожня компанія», а 2002—2004 рр. — заступником міністра транспорту. З 2004 по 2009 рік був генеральним директором Управління громадського автомобільного транспорту. У 2009—2011 роках обіймав посаду губернатора Дайр-ез-Заур, а 2011—2013 — Ель-Кунейтра. В 2013—2018 роках — міністр громадських робіт та житла, з 26 листопада 2018 — міністр водних ресурсів.
11 червня 2020 року обійняв посаду прем'єр-міністра.